# Distretto di Saposoa
Il distretto di Saposoa è uno dei sei distretti  della provincia di Huallaga, in Perù. Si trova nella regione di San Martín e si estende su una superficie di 545,43 chilometri quadrati.

Ha per capitale la città di Saposoa e contava 10.806 abitanti al censimento 2005.